# Mostek (Křižovatka)
Mostek (deutsch Bruck) ist eine Wüstung im Gebiet der Gemeinde Klinghart (Křižovatka) im Bezirk Eger (Okres Cheb) der Tschechischen Republik.

## Lage

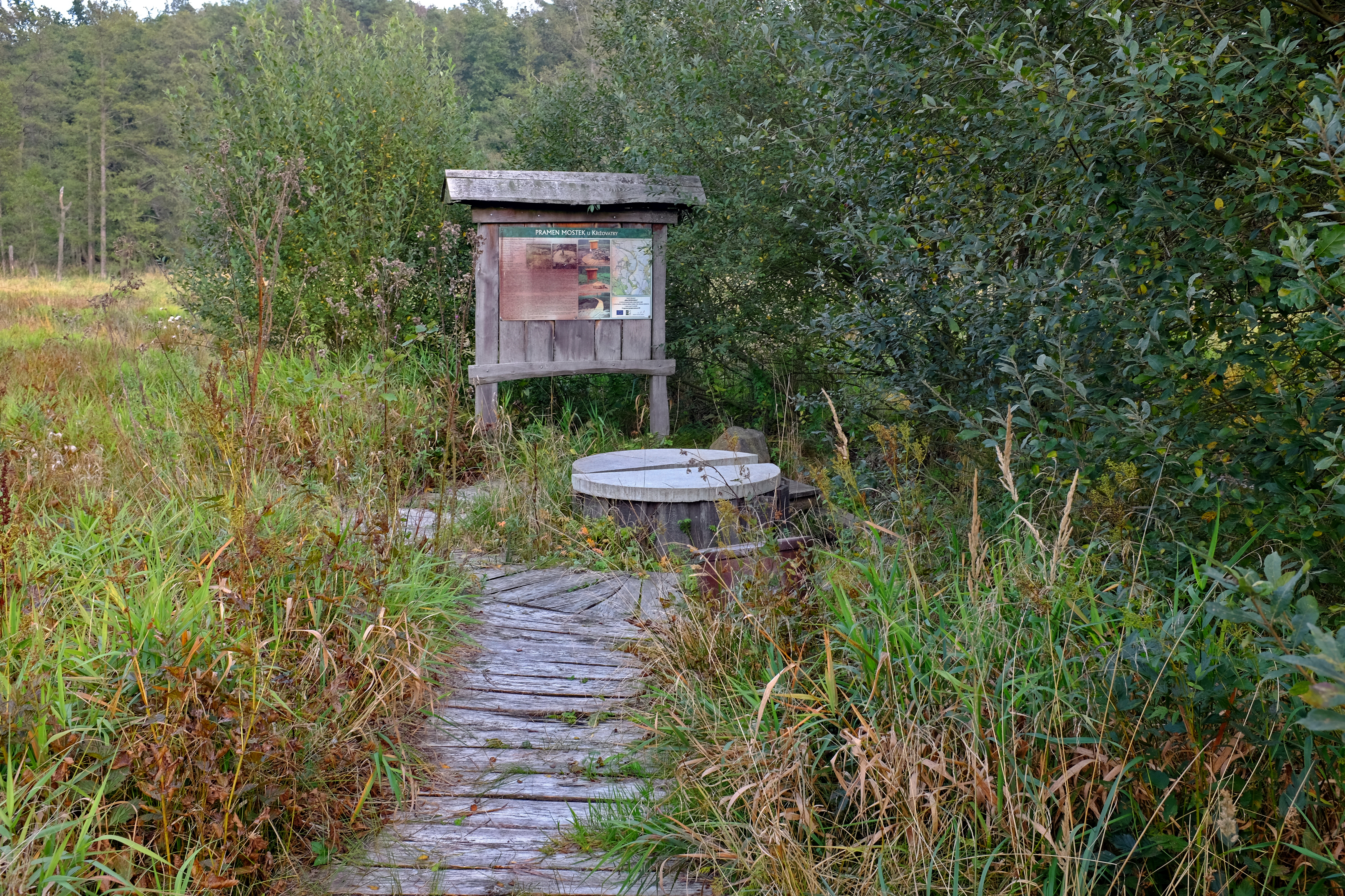
Quelle

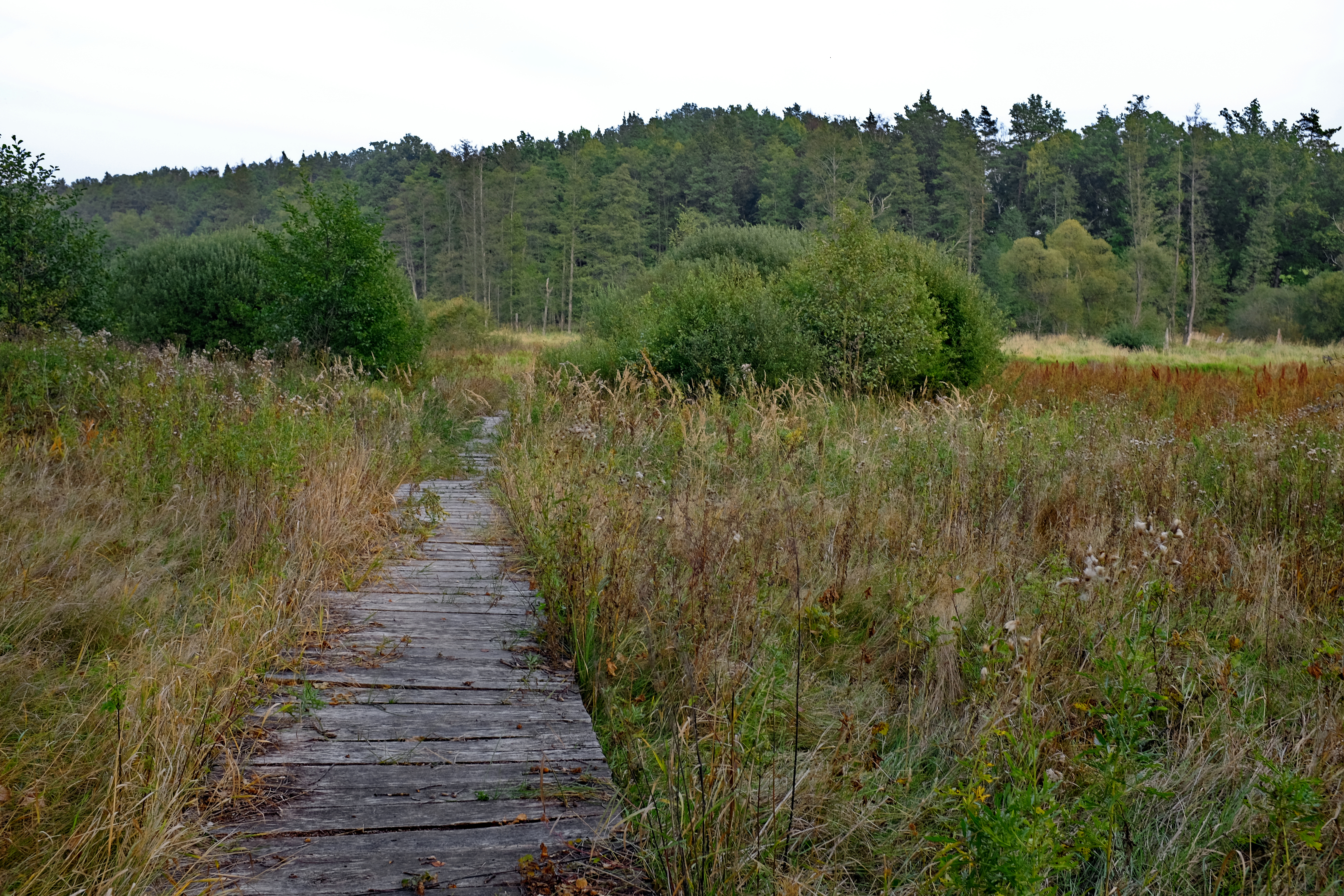
Weg zur Quelle in der ehemaligen Ortslage

Bruck lag rund 2 km nördlich von Milhostov (Mühlessen) am Oberlauf des Flüsschens Plesná. Die Gemarkung Mostek u Křižovatky, die noch heute existiert, hat eine Fläche von 1,82 km². In der ehemaligen Ortslage gibt es eine Frischwasserquelle, die heute eingemauert ist (siehe Bilder).

## Geschichte
Die erste Erwähnung des Ortes geht auf das Jahr 1260 zurück.
Mit der Vertreibung der Deutschen aus dem Sudetenland nach dem Zweiten Weltkrieg war der Großteil der Bevölkerung nicht mehr in Bruck ansässig. Nur noch wenige Einwohner verblieben, bzw. zogen neu nach Mostek. Mit Nová Ves (Neudorf) wurde Mostek 1960 nach Křižovatka (Klinghart) eingemeindet. 1973 wurde Mostek aufgelöst. Häuser stehen nicht mehr.
| Jahr      | 1869 | 1880 | 1890 | 1900 | 1910 | 1921 | 1930 | 1950 | danach: Wüstung |
| Einwohner | 101  | 104  | 86   | 88   | 75   | 77   | 78   | 18   | danach: Wüstung |
| Häuser    | 14   | 15   | 15   | 13   | 13   | 13   | 13   | 10   | danach: Wüstung |

## Belege
1. ↑  https://www.czso.cz/documents/10180/20537734/130084150411.pdf/